# Denise Karbon
Denise Karbon (Brixen, 16 augustus 1980) is een Italiaanse voormalige alpineskiester. Ze vertegenwoordigde haar vaderland op de Olympische Winterspelen 2002 in Salt Lake City, Verenigde Staten, op de Olympische Winterspelen 2006 in Turijn, Italië, op de Olympische Winterspelen 2010 en 2014.

## Carrière
Karbon maakte haar wereldbekerdebuut in januari 1998 in Bormio, in december 1999 scoorde ze in het Franse Serre Chevalier haar eerste wereldbekerpunten. Een maand later finishte de Italiaanse in Maribor voor de eerste maal in de toptien. In het Oostenrijkse Sankt Anton nam Karbon deel aan de wereldkampioenschappen alpineskiën 2001. Op dit toernooi werd ze gediskwalificeerd op de reuzenslalom en wist ze niet te finishen op de slalom. Tijdens de Olympische Winterspelen van 2002 in Salt Lake City eindigde de Italiaanse als veertiende op de reuzenslalom, op de slalom wist ze de finish niet te bereiken. In december 2002 behaalde Karbon in Semmering haar eerste podiumplaats tijdens een wereldbekerwedstrijd. Op de wereldkampioenschappen alpineskiën 2003
in het Zwitserse Sankt Moritz veroverde de Italiaanse de zilveren medaille op de reuzenslalom en eindigde ze als zevenentwintigste op de slalom. In december 2003 boekte Karbon, voor eigen publiek in Alta Badia, haar eerste wereldbekerzege. De Italiaanse miste het volledige seizoen 2004/2005 door een blessure. Tijdens de Olympische Winterspelen van 2006 in Turijn wist de Italiaanse niet te finishen op de reuzenslalom. In Åre nam Karbon deel aan wereldkampioenschappen alpineskiën 2007. Op dit toernooi sleepte ze de bronzen medaille in de wacht op de reuzenslalom. Gedurende het seizoen 2007/2008 wist de Italiaanse vijf wereldbeker wedstrijden op haar naam te schrijven, daarnaast won ze de wereldbeker op de reuzenslalom en eindigde ze als tiende in het overall klassement. Op de wereldkampioenschappen alpineskiën 2009 in Val-d'Isère eindigde Karbon als vierde op zowel de slalom als de reuzenslalom.
In 2010 eindigde ze 18e op de Olympische slalom. 
Op 13 maart 2014 kondigde Karbon haar afscheid aan.

## Resultaten

### Olympische Spelen
| Jaar | Plaats         | Resultaten                  |
| ---- | -------------- | --------------------------- |
| 2002 | Salt Lake City | 14e Reuzenslalom DNF Slalom |
| 2006 | Sestriere      | DNF Reuzenslalom            |
| 2010 | Vancouver      | 18e Slalom 23e Reuzenslalom |
| 2014 | Sotchi         | DNF2 Reuzenslalom           |

### Wereldkampioenschappen
| Jaar | Plaats       | Resultaten                  |
| ---- | ------------ | --------------------------- |
| 2001 | Sankt Anton  | DNF Slalom DSQ Reuzenslalom |
| 2003 | Sankt Moritz | Reuzenslalom · 27e Slalom   |
| 2007 | Åre          | Reuzenslalom                |
| 2009 | Val-d'Isère  | 4e Reuzenslalom 4e Slalom   |
| 2011 | Garmisch-P.  | 4e Reuzenslalom             |
| 2013 | Schladming   | DNS2 Reuzenslalom           |

### Wereldbeker

#### Eindklasseringen
| Seizoen   | Algm          | SL            | RS            |
| --------- | ------------- | ------------- | ------------- |
| 1999/2000 | 41e           | 27e           | 18e           |
| 2000/2001 | 48e           | 27e           | 24e           |
| 2001/2002 | 80e           | 42e           | 31e           |
| 2002/2003 | 26e           | 50e           | 6e            |
| 2003/2004 | 23e           | -             | Zilver        |
| 2004/2005 | geen deelname | geen deelname | geen deelname |
| 2005/2006 | 85e           | -             | 33e           |
| 2006/2007 | 53e           | -             | 15e           |
| 2007/2008 | 10e           | 29e           | Goud          |
| 2008/2009 | 18e           | 24e           | 6e            |
| 2009/2010 | 32e           | 44e           | 9e            |
| 2010/2011 | 57e           | -             | 15e           |
| 2011/2012 | 53e           | -             | 14e           |
| 2012/2013 | 60e           | -             | 21e           |
| 2013/2014 | 63e           | -             | 21e           |

#### Wereldbekerzeges
| Datum            | Plaats          | Onderdeel    |
| ---------------- | --------------- | ------------ |
| 13 december 2003 | Alta Badia      | Reuzenslalom |
| 27 oktober 2007  | Sölden          | Reuzenslalom |
| 24 november 2007 | Panorama        | Reuzenslalom |
| 28 november 2007 | Lienz           | Reuzenslalom |
| 5 januari 2008   | Špindlerův Mlýn | Reuzenslalom |
| 26 januari 2008  | Ofterschwang    | Reuzenslalom |